# Heiko Gerber
Pour les articles homonymes, voir Heiko et Gerber.
Heiko Gerber est un footballeur allemand né le 11 juillet 1972 à Stollberg/Erzgeb. (Saxe). Il évolue au poste de latéral gauche.

## Carrière
- 1991-1996 : Chemnitzer FC  Allemagne
- 1996-1998 : Arminia Bielefeld  Allemagne
- 1998-1999 : FC Nuremberg  Allemagne
- 1999-2007 : VfB Stuttgart  Allemagne
- 2007-2009 : FC Ingolstadt 04  Allemagne
- 2009-2011 : SSV Ulm 1846  Allemagne[1]

## Palmarès
- 2 sélections et 0 but en équipe d'Allemagne lors de l'année 1999
- Vainqueur de la Coupe Intertoto en 2000 et 2002 avec le VfB Stuttgart
- Champion d'Allemagne en 2007 avec le VfB Stuttgart
- Vice-Champion d'Allemagne en 2003 avec le VfB Stuttgart
- Finaliste de la Coupe d'Allemagne en 2007 avec le VfB Stuttgart
- Finaliste de la Coupe de la Ligue allemande en 2005 avec le VfB Stuttgart